# Tim Peter
Tim Peter (* 8. September 1997 in Niedersachswerfen) ist ein deutscher Volleyballspieler.

## Karriere
Peter begann seine Karriere beim SVC Nordhausen. Von 2013 bis 2017 war er beim Volleyball-Internat Frankfurt aktiv. Mit der deutschen Juniorennationalmannschaft nahm der Außenangreifer an der U19-Weltmeisterschaft und den Europameisterschaften der U20 und U21 teil.
2017 wurde er vom deutschen Bundesligisten TSV Herrsching verpflichtet. In der ersten Saison erreichte Herrsching das Halbfinale im DVV-Pokal 2017/18 und das Playoff-Viertelfinale. Ein Jahr später endeten beide Wettbewerbe im Viertelfinale. Im Sommer 2019 wurde Peter erstmals für die Volleyball-Nationalmannschaft nominiert. Im DVV-Pokal 2019/20 erreichte Herrsching das Halbfinale und stand beim Saisonabbruch der Bundesliga auf dem fünften Platz. Nachdem Peter in seiner Jugend bereits parallel im Beachvolleyball aktiv gewesen war, belegte er bei den Bayerischen Meisterschaften 2020 mit Fabian Bartsch vom TSV Mühldorf den dritten Platz. 2020/21 kam die Herrschinger erneut ins Pokal-Halbfinale und schied im Playoff-Viertelfinale aus. Die gleichen Resultate gab es in der Saison 2021/22.
Als ein Wechsel zu den United Volleys Frankfurt im Sommer 2022 wegen deren Lizenzentzugs platzte, schloss sich Peter dem VfB Friedrichshafen an. Mit dem VfB musste er sich im DVV-Pokal 2022/23 ebenfalls im Halbfinale geschlagen geben, wurde dann aber deutscher Vizemeister. Im DVV-Pokal 2023/24 schied Friedrichshafen bereits im Achtelfinale gegen die Berlin Recycling Volleys aus, erreichte aber erneut das Playoff-Finale gegen denselben Gegner. Anschließend wechselte der Außenangreifer zum französischen Erstligisten Alterna Stade Poitevin. Da er dort nicht zurechtkam, kehrte er bereits Anfang Januar 2025 zurück nach Friedrichshafen. Der Verein musste sich diesmal im Playoff-Halbfinale geschlagen geben. Auch 2025/26 spielt Peter für den VfB.